# Эдель, Петер
Петер Э́дель (нем. Peter Edel, настоящее имя Петер Хиршве (Peter Hirschweh); 12 июля 1921, Берлин — 7 мая 1983, Восточный Берлин) — немецкий художник-график и писатель. Внук писателя и художника-иллюстратора Эдмунда Эделя.

## Биография
Петер Эдель — сын еврейского коммерсанта и правнук психиатра Карла Эделя. В 1938 году был вынужден бросить учёбу в Германии из-за нюрнбергских расовых законов. До 1940 года учился на художника и графика в частной школе и нелегально у Кете Кольвиц.
До 1943 года привлекался к принудительному труду. В 1943 году был помещён под «защитный арест» за занятия инородным искусством и распространение враждебных Рейху сочинений, впоследствии содержался в концлагерях Освенцим, Заксенхаузен и Маутхаузен. Вместе с другими заключёнными был вынужден заниматься подделкой английских банкнот в рамках операция «Бернхард».
В 1945—1947 годах Эдель проживал в Бад-Ишле и занимался литературой, живописью и книжными иллюстрациями, затем переехал в Западный Берлин, а в 1949 году поселился в Восточном Берлине. В 1947—1951 годах работал в журнале Die Weltbühne, затем редактором по культуре в BZ am Abend.
Эдель вступил в СЕПГ и входил в состав центрального правления Комитета антифашистских борцов сопротивления. С 1964 года являлся свободным писателем. В 1972 году вступил в ПЕН-клуб ГДР, с 1978 года состоял в правлении Союза немецких писателей. С 1978 года являлся внештатным сотрудником МГБ ГДР.
Похоронен в Мемориале социалистов на берлинском Центральном кладбище Фридрихсфельде. Имя Петера Эделя носит улица в берлинском районе Хеллерсдорф.

## Сочинения
- Schwester der Nacht. Roman, Wien 1947
- Die Bilder des Zeugen Schattmann, Berlin 1969, ISBN 3-373-00290-7
- Wenn es ans Leben geht. Meine Geschichte, Berlin 1979, ISBN 3-87682-714-0
- «Когда речь идет о жизни : (Моя история)», перевод на русский, М. : Прогресс, 1983. - 279 с.